# Crozetinseln
Die Crozetinseln (französisch Îles Crozet) sind eine Gruppe vulkanischer Inseln im südlichen Indischen Ozean zwischen 46° und 47° südlicher Breite sowie 50° und 52° östlicher Länge. Sie umfassen eine Landfläche von 352 km² und gehören zu den Französischen Süd- und Antarktisgebieten.
Die Inselgruppe ist nur von der wechselnden 15- bis 60-köpfigen Besatzung der wissenschaftlichen Alfred-Faure-Station bewohnt.
Im Jahr 2019 wurde die Inselgruppe, als Bestandteil der französischen Südgebiete und -meere, zum UNESCO-Weltnaturerbe erklärt.

## Zugehörige Inseln
| Insel                | Koordinaten          | Fläche km² | Höhe (Gipfel) m             |
| -------------------- | -------------------- | ---------- | --------------------------- |
| Östliche Gruppe      |                      |            |                             |
| Île de la Possession | 46° 24′ S, 51° 46′ O | 150        | 934 (Pic du Mascarin)       |
| Île de l’Est         | 46° 26′ S, 52° 13′ O | 130        | 1050 (Mont Marion-Dufresne) |
| Westliche Gruppe     |                      |            |                             |
| Île aux Cochons      | 46° 6′ S, 50° 14′ O  | 67         | 853 (Mont Richard-Foy)      |
| Île des Pingouins    | 46° 25′ S, 50° 24′ O | 3          | 340 (Mont des Manchots)     |
| Îlots des Apôtres    | 45° 57′ S, 50° 26′ O | 2          | 292 (Mont Pierre)           |

## Geschichte
Die Inseln wurden am 24. Januar 1772 von Marc-Joseph Marion du Fresne entdeckt, der sie nach seinem Ersten Offizier Jules Crozet benannte. Du Fresne befand sich zu dieser Zeit auf einer Expedition, die ihn im Weiteren nach Tasmanien und Neuseeland führte.
Die Inseln liegen in den sogenannten Roaring Forties, einer Westwinddrift auf der Südhalbkugel, die mit Segelschiffen schnelles Reisen von Afrika aus nach Australien oder Südamerika ermöglicht. Daher waren Fahrtrouten nahe den Crozetinseln vor allem im 19. Jahrhundert sehr beliebt. Allerdings sorgen die starken Winde auch für äußerst unbeständiges Wetter, und mit den beschränkten Navigationstechniken jener Zeit war es schwierig, sicher um die Crozetinseln herum zu navigieren.
Die Inseln haben wenig Vegetation, so dass die einzige Ernährungsmöglichkeit für Menschen im Fang von Tieren besteht. Wegen des Risikos, an den Inseln Schiffbruch zu erleiden und der geringen Überlebenschancen sandte die Royal Navy in Abständen von zwei bis drei Jahren Schiffe zu den Inseln, um nach verunglückten Schiffen und deren Besatzungen Ausschau zu halten.
Die Inseln wurde ab dem Beginn des 19. Jahrhunderts von Walfängern, Robbenjägern und Fischern ausgebeutet. Zunächst wurden die Robben gejagt, die keine Menschen kannten und keine Angst vor ihnen hatten, was bis 1835 fast zur vollständigen Ausrottung führte. Danach wurde dieses Geschäft unrentabel. Die Walfänger fanden reichhaltige Bestände verschiedener Walarten vor. Ein Nebeneffekt ihrer Anwesenheit war die Reduktion von Pinguinbeständen, weil die Walfänger nicht den wertvollen Tran verfeuern wollten und stattdessen Pinguine verwendeten. Der Fischfang hatte verheerende Effekte auf die Vögel, die die Fischköder schnappten, daran hängenblieben und verendeten.
1924 wurden die Inseln der Verwaltung der französischen Kolonie Madagaskar unterstellt.
Seit 1938 sind sie Naturschutzgebiet, was den Raubbau an der Natur etwas eingedämmt hat. Illegaler Fischfang kommt immer noch vor, da der Schwarze Seehecht hohe Preise erzielt.
1955 wurde das Territorium der Französischen Süd- und Antarktisgebiete (TAAF) gebildet, dem die Crozetinseln als Distrikt angegliedert wurden.
1964 wurde die erste wissenschaftlichen Station in Port Alfred erbaut. Er ist allerdings kein echter Hafen, alle Transporte müssen über Boote oder Hubschrauber erfolgen. Der Ort verfügt über ein Postamt und die Kirche Sainte-Marie du Vent („Heilige Maria vom Winde“). Da die Inseln seither ständig bewohnt sind, war es Frankreich erlaubt, eine exklusive Wirtschaftszone um sie herum einzurichten. Dies geschah im Jahr 1978 mit der Schaffung einer 200-Meilen-Zone. Seither verfügt Frankreich offiziell über eine der größten Gewässerflächen weltweit.

## Schiffbrüchige
Der britische Robbenfänger Princess of Wales sank dort 1821, die Überlebenden verbrachten zwei Jahre auf den Inseln.
Der französischen Robbenfänger Aventure sank 1825, nachdem er neun Robbenjäger auf der Île aux Cochons abgesetzt hatte, in den Klippen vor der Île de l’Est (damals Île Chabrol). Die sieben Schiffbrüchigen verbrachten unter widrigsten Umständen siebzehn Monate auf der Insel, einen großen Teil dieser Zeit in zwei zerstrittenen Gruppen. Am 6. Januar 1827 wurden die sechs Überlebenden auf der Île de l’Est von einem Walfänger gerettet, der kurz darauf auch die neun Robbenjäger von der Île aux Cochons aufnahm.
Im Juli 1875 verunglückte das englische Schiff Strathmore bei den Crozetinseln. 40 Menschen kamen dabei ums Leben, 49 konnten sich auf die Îlots des Apôtres retten. Sie ernährten sich von Pinguinen, Albatrossen und Gräsern. Bis sechs Monate später das Walfängerschiff Young Phoenix zur Rettung kam, starben fünf von ihnen.
Die französische Tamaris erlitt in der Nacht vom 8. auf den 9. März 1887 Schiffbruch. Die 13-köpfige Besatzung rettete sich auf die Île aux Cochons und baute eine notdürftige Unterkunft. Ihr gelang es am 4. August, einen Riesensturmvogel mit einer Nachricht zu versehen, der am 18. September in der australischen Stadt Fremantle gefunden wurde. Das französische Schiff La Meurthe erreichte die Inseln aber erst am 2. Dezember. In der Zwischenzeit war die Situation für die Schiffbrüchigen so schwierig geworden, dass sie, wie man dem damals aufgefundenen Tagebuch des Kapitäns entnehmen konnte, den Versuch unternommen hatten, zur nächsten größeren Insel zu fahren, wobei sie offenbar ums Leben kamen.

## Natur

### Klima
Die Inseln liegen nach solaren Kriterien am polnahen Rand der kühlgemäßigten Klimazone (etwa auf dem gleichen Breitengrad wie Genf auf der Nordhalbkugel, klimatisch jedoch eher vergleichbar mit der Südküste Islands). Aufgrund des prägenden ozeanischen Einflusses – der über das Jahr nur sehr geringe Temperaturschwankungen und permanente Feuchtigkeit verursacht – wird die thermische Zuordnung uneinheitlich von kühl- über kaltgemäßigt bis (sub)polar vorgenommen. Nach Köppen & Geiger herrscht Tundrenklima, da der wärmste Monat zwischen 0 ° und 10 °C liegt. Eine genauere hygrothermische Zuordnung nehmen Troll & Paffen vor: Demnach handelt es sich um ein subpolares, hochozeanisches Klima mit Jahresschwankungen unter 13 K, mäßig kalten, schneearmen Wintern und kühlen Sommern, die als Vegetation nur baumfreie, tundrenähnliche Vegetation zulassen.
Das Wetter der Inseln ist von starken Winden geprägt, die an rund 100 Tagen im Jahr mit einer Windstärke von 10 und mehr wehen, und daher äußerst unbeständig. Die Temperaturen liegen zwischen 3 °C im Winter und 8 °C im Sommer. Die Temperaturen können im Sommer auf bis zu 18 °C steigen, fallen im Winter aber selten unter −5 °C. An rund 300 Tagen im Jahr regnet es. Die jährliche Niederschlagsmenge liegt bei 2000 mm.
Dieses Klima macht Landungen auf den Inseln schwierig. Selbst heute, wo die Inseln zweimal jährlich von dem mit einem Helikopter ausgestatteten Schiff Marion Dufresne II versorgt werden, schlägt die Landung gelegentlich fehl. In der Vergangenheit konnten viele Expeditionen nicht landen. Allein 1874 schlugen zwei Landungsversuche fehl, darunter der der USS Swatara, die Astronomen zur Beobachtung eines Venustransits absetzen sollte. Auch der Deutsche Erich von Drygalski mit seinem Schiff Gauß, der 1901 an den Inseln Halt machte, konnte nicht lange bleiben, da man es nicht schaffte, sicher zu ankern. Bill Tilman, der verschiedene Expeditionen durchführte, darunter auch eine zu den Crozetinseln, schrieb 1960 nach dem Studium historischer Expeditionsberichte: „Man möchte fast glauben, dass Schiffbruch der einzige Weg ist, nach Crozet zu gelangen.“

### Flora und Fauna
Die Vegetation ist – wie für eine subantarktische Insel typisch – eher spärlich. Sie besteht hauptsächlich aus Gräsern, Flechten, Moosen und Sträuchern. Diese Vegetation wird aufgrund ihres Erscheinungsbildes zum Teil als Tundra bezeichnet, obwohl das mildere Klima und die fehlenden Permafrostböden deutlich vom typischen Tundrenklima abweichen. Die Zuordnung der Vegetation ist daher in der Literatur uneinheitlich. Auf den Crozetinseln verbreitet ist der auf den Inseln des südlichen Indischen Ozeans endemische Kerguelenkohl.

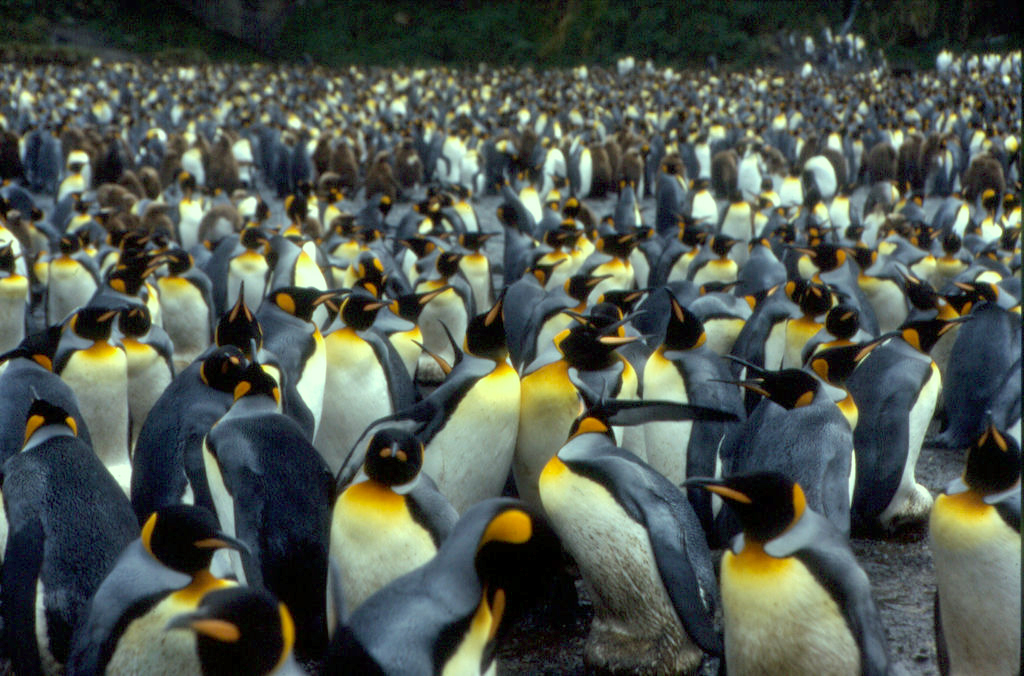
Königspinguine (Aptenodytes patagonicus) auf den Crozetinseln

Die Tierwelt ist dagegen sehr reich. Es kommen verschiedene Robbenarten wie Antarktischer Seebär, Seeleopard und See-Elefant vor. Die Meeresvögel sind durch Pinguine, Riesensturmvogel und Albatrosse vertreten. In den Gewässern um die Inseln leben Blauwal, Pottwal, Minkwal und Orca sowie Marmorbarsch, Schwarzer Seehecht und Eisfische.
Alle diese Tierarten wurden direkt oder indirekt in der Vergangenheit Opfer von Ausbeutung der Natur durch den Menschen. Vor allem die Robben wurden nahezu ausgerottet.
Auf den Crozet-Inseln leben vier Pinguinarten. Am zahlreichsten sind der Goldschopfpinguin, von dem etwa 2 Millionen Paare auf den Inseln brüten, und der Königspinguin, Heimat von 700.000 Brutpaaren, der Hälfte der Weltpopulation. Der östliche Felsenpinguin ist ebenfalls vertreten. Außerdem gibt es eine kleine Kolonie von Eselspinguinen.
Im Jahr 2018 wurde festgestellt, dass die ehemals 500.000 Brutpaare große Königspinguin-Kolonie auf der Île aux Cochons in den vergangenen drei Jahrzehnten um fast 90 Prozent auf 60.000 Brutpaare geschrumpft ist.